# Wilhelm Burgsmüller
Wilhelm Burgsmüller (Dortmund, Alemania; 18 de enero de 1932 - 8 de abril de 2025) fue un futbolista de Alemania que jugó en la posición de defensa.

## Carrera
Jugó toda su carrera de 1952 a 1966 con el Borussia Dortmund, equipo con el que jugó 241 partidos y fue campeón nacional en tres ocasiones.

## Tras el retiro
Luego de retirarse como futbolista se convirtió en el director de la revista Stadtwerke Dortmund. Hasta 1991 Wilhelm Burgsmüller jugó en el equipo de veteranos del Borussia Dortmund y también era entrenador juvenil para los auri-negros. Willi Burgsmáller también perteneció al consejo de ancianos del Borussia Dortmund.

## Logros
- Campeonato Alemán de fútbol (3): 1956, 1957, 1963.